# Нетипичный
«Нетипи́чный» (англ. Atypical) — американская комедийная драма о взрослении, созданная Робией Рашид. Премьера сериала состоялась 11 августа 2017 года на платформе Netflix. Шоу было тепло принято критиками.
13 сентября 2017 года Netflix продлил сериал на второй сезон из 13-ти эпизодов. Он был опубликован 7 сентября 2018 года и состоит из 10 серий. 24 октября 2018, стриминговый сервис Netflix продлил веб-сериал Нетипичный на 3 сезон. Второй сезон из 10 серий демонстрировался 7 сентября 2018 года. В октябре 2018 года сериал продлили на третий сезон из десяти эпизодов, который вышел 1 ноября 2019 года. В феврале 2020 года сериал продлён на четвёртый и последний сезон, премьера которого состоялась 9 июля 2021 года.

## Сюжет
Сезон 1
Восемнадцатилетний Сэм Гарднер с расстройством аутистического спектра, заявляет семье, что хочет найти себе девушку. Пока Сэм разбирается с личной жизнью, что дается ему нелегко, у членов семьи появляются свои проблемы, которые тоже нужно решать.
Сезон 2
У Сэма выпускной класс, и пока он не знает, что делать со своим будущим. Похожая ситуация у его младшей сестры Кейси. Ситуация усугубляется возникшим семейным кризисом.
Сезон 3
Большие перемены — это всегда нелегко, особенно для Сэма. Однако сложный выбор придется сделать всем членам его семьи.

## В ролях

### Основной состав
- Дженнифер Джейсон Ли — Эльза Гарднер
- Кейр Гилкрист — Сэм Гарднер
- Бриджетт Ланди-Пейн — Кейси Гарднер
- Эми Окуда — Джулия Сасаки
- Майкл Рапапорт — Даг Гарднер

### Второстепенный состав
- Грэм Роджерс — Эван Шапин («Туба»)
- Ник Додани — Захид
- Рауль Кастильо — Ник
- Дженна Бойд — Пейдж Хардвей
- Рэйчел Редлиф — Бет Шапин
- Фивель Стью — Иззи Тайлор

## Отзывы критиков
После выхода «Нетипичный» получил в целом положительные отзывы критиков. На Metacritic оценка первого сезона 66 баллов из 100 на основе мнения 20 критиков. На сайте Rotten Tomatoes рейтинг свежести первого сезона 74 % и средний рейтинг 5,4 из 10. В целом был хорошо принят актёрский состав, особенно была отмечена игра Кейра Гилкриста. В то же время Гилкриста критиковали за не совсем точное, либо за слишком стереотипное изображение аутиста. Некоторые критики нашли сценарий плохо прописанным. Замечания по поводу фильма были также и от людей имеющих отношение к аутизму.